# John Kricfalusi
Michael John Kricfalusi (Chicoutimi, 9 september 1955), beter bekend als John K., is een Canadees tekenaar, stemacteur, producent, schrijver en regisseur, vooral bekend vanwege de door hem ontworpen animatieserie The Ren & Stimpy Show en als oprichter van het animatiebedrijf Spümcø.